# Christer Olofson
Olof Christer Olofson (i riksdagen kallad Olofson i Kristianstad), född 8 september 1909 i Kristianstad, död i samma stad 13 januari 1996, var en svensk publicist och politiker (folkpartist).
Christer Olofson, som var son till tidningsmannen Sven Olofson, började verka vid Kristianstadsbladet 1930 och var tidningens chefredaktör 1952–1978. Han var även verksam i lokalpolitiken, bland annat som stadsfullmäktiges andre vice ordförande 1960–1962 och drätselkammarens vice ordförande 1967.
Han var riksdagsledamot i andra kammaren för Kristianstads läns valkrets från 1957 till nyvalet 1958. I riksdagen var han bland annat suppleant i konstitutionsutskottet. Olofson är begravd på Östra begravningsplatsen i Kristianstad.